# Symploce quadrispinis
Symploce quadrispinis är en kackerlacksart som beskrevs av Patrick C.Y. Woo och P. Feng 1992. Symploce quadrispinis ingår i släktet Symploce och familjen småkackerlackor. Inga underarter finns listade i Catalogue of Life.